# Abronia leurolepis
Abronia leurolepis är en ödleart som beskrevs av  Campbell och FROST 1993. Abronia leurolepis ingår i släktet Abronia och familjen kopparödlor. Inga underarter finns listade i Catalogue of Life.
Ödlan är endast känd från en plats i östra delen av delstaten Chiapas i Mexiko. Fyndet gjordes mellan 1800 och 2300 meter över havet. Exemplaren lever i molnskogar. De behöver antagligen ursprungliga skogar.
Antagligen hotas beståndet av landskapsförändringar. Populationens storlek är okänd. IUCN kategoriserar arten globalt som otillräckligt studerad.